# Stapelia arnotii
Stapelia arnotii är en oleanderväxtart som beskrevs av Nicholas Edward Brown. Stapelia arnotii ingår i släktet Stapelia och familjen oleanderväxter. Inga underarter finns listade i Catalogue of Life.